# Vulkaankolibrie
De vulkaankolibrie (Selasphorus flammula) is een vogel uit de familie Trochilidae (kolibries).

## Verspreiding en leefgebied
Deze soort komt voor in Costa Rica en westelijk Panama en telt drie ondersoorten:
- S. f. flammula: Irazú en Turrialba (Costa Rica).
- S. f. simoni: Poás en Barva (Costa Rica).
- S. f. torridus: Talamanca (Costa Rica) en Barú (westelijk Panama).

## Status
De grootte van de populatie is in 2019 geschat op 20-50 duizend volwassen vogels. Op de Rode lijst van de IUCN heeft deze soort de status niet bedreigd.  